# St. Nikolaus (Straß)

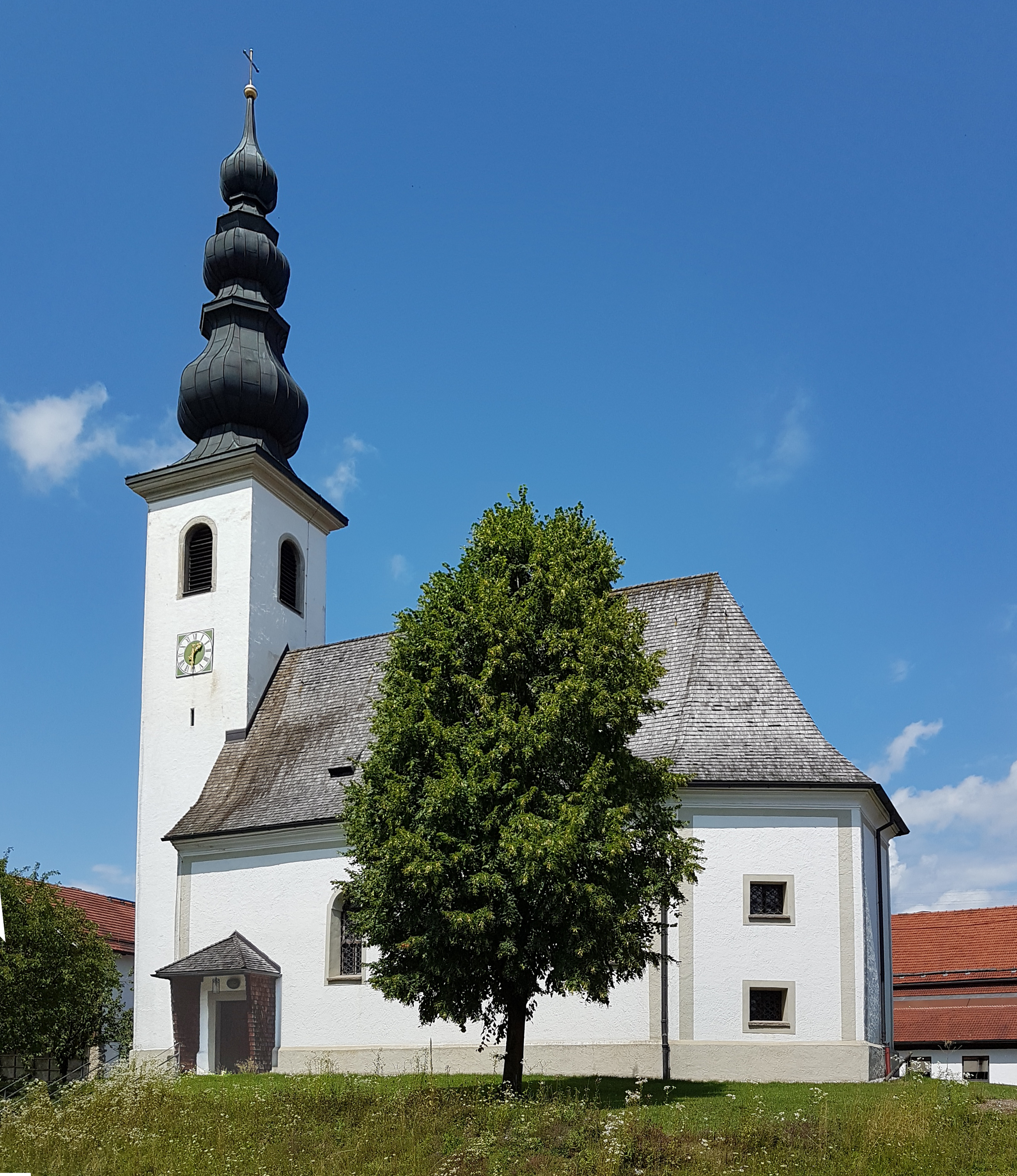
St. Nikolaus in Straß

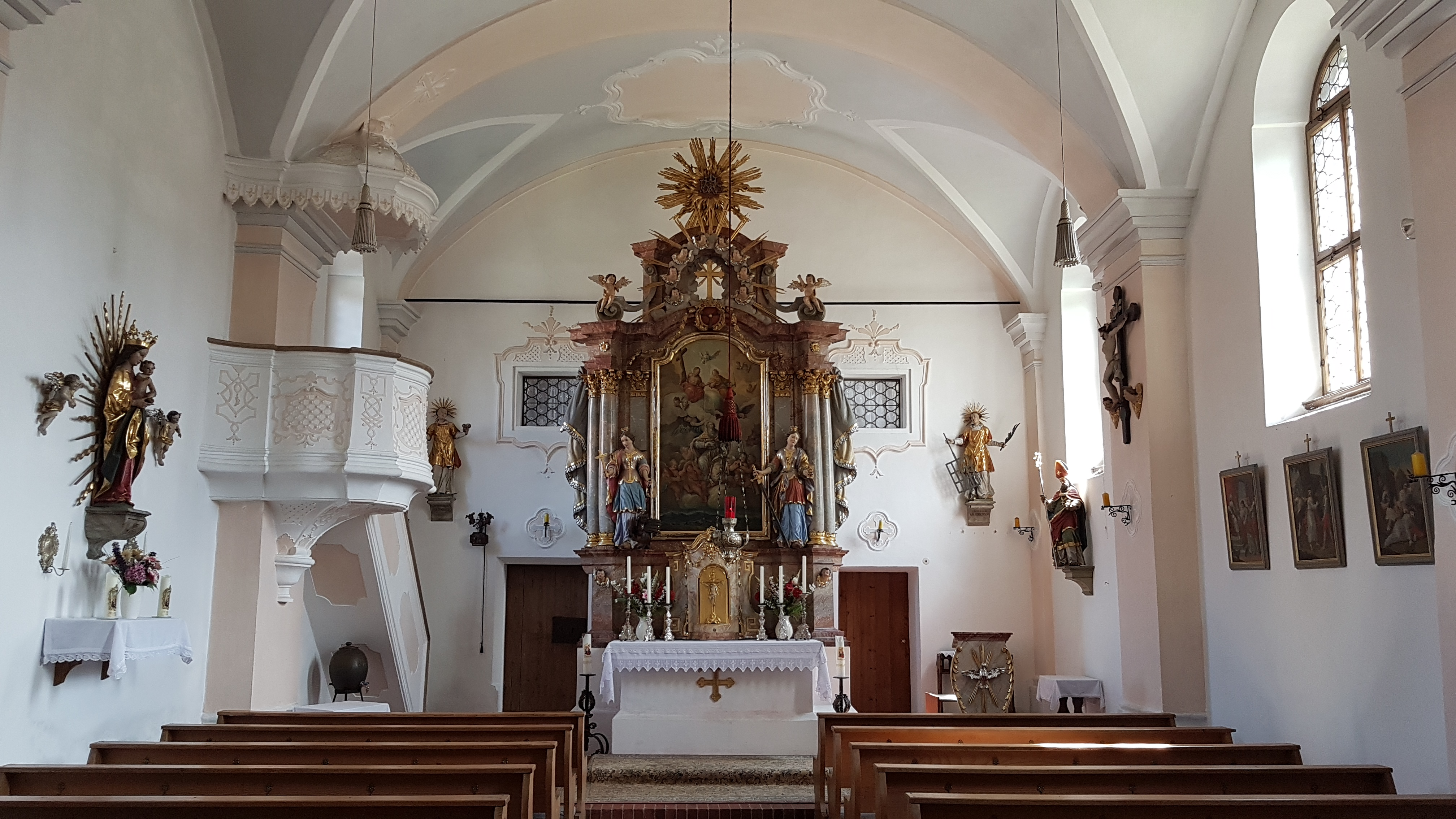
Innenraum

Die römisch-katholische Filialkirche St. Nikolaus steht in Straß, einem Gemeindeteil von Ainring im Landkreis Berchtesgadener Land. Sie ist in der Liste der Baudenkmäler in Ainring unter der Nr. D-1-72-111-31 eingetragen. Die Kirche gehört zum Dekanat Berchtesgadener Land im Erzbistum München und Freising.

## Beschreibung
Die barocke Saalkirche wurde 1749 auf den Grundmauern des spätgotischen Vorgängerbaus errichtet. Sie besteht aus dem Langhaus, dem dreiseitig geschlossenen Chor im Osten und dem mit einer dreifach gestaffelten Zwiebelhaube bedeckten Kirchturm im Westen. An der Südwand des Langhauses befindet sich der von einem Windfang geschützte Eingang. Das oberste Geschoss des Kirchturms enthält hinter den Klangarkaden den Glockenstuhl mit drei Glocken. Darunter sind die Zifferblätter der Turmuhr angebracht.
Der Innenraum ist mit einem Stichkappengewölbe überspannt. Der Hochaltar aus der zweiten Hälfte des 18. Jahrhunderts wird von den Skulpturen der Katharina von Alexandrien und der Margareta von Antiochia flankiert. Im Altarretabel ist der Kirchenpatron dargestellt, der heilige Nikolaus von Myra. Das Gemälde aus der Zeit um 1750 zeigt ihn von Engeln umgeben auf einer Wolkenbank, darüber die Heilige Dreifaltigkeit, unten eine Ansicht von Straß.